# Monstera barrieri
Monstera barrieri — квіткова рослина роду монстера і родини ароїдних.

## Розповсюдження
Його батьківщиною є Франція (Французька Гвіана).

## Опис
Це напівепіфіт до 10 метрів на деревах. Дорослі рослини мають асиметричне стебло діаметром до 2 см. Листкові ніжки 18-41 см завдовжки; листкові пластини 36–58 × 31–37 см.